# Francisco Pinheiro Guimarães
Francisco Pinheiro Guimarães (Rio de Janeiro, 24 de dezembro de 1832 – Rio de Janeiro, 5 de outubro de 1877) foi um médico brasileiro. Poeta, jornalista e dramaturgo, atuou como deputado pela província do Rio de Janeiro e pelo Município Neutro.
Foi membro honorário da Academia Nacional de Medicina, patrono da Cadeira 26.
Sua morte foi lamentada por Machado de Assis em sua coluna História de Quinze Dias de 15 de outubro de 1877 na revista Ilustração Brasileira: "A morte o colheu no meio da vida, aos 44 anos, quando suas nobres ambições deviam estar, e estavam, tão resolutas como no primeiro dia. A notícia consternou a toda a cidade."